# Lepthyphantes impudicus
Lepthyphantes impudicus är en spindelart som beskrevs av Kulczynski 1909. Lepthyphantes impudicus ingår i släktet Lepthyphantes och familjen täckvävarspindlar.
Artens utbredningsområde är Madeira. Inga underarter finns listade i Catalogue of Life.